# Geoffrey Rush
Geoffrey Rush (* 6. července 1951 Toowoomba, Queensland) je australský herec.

## Život
Od roku 1988 je ženatý s herečkou Jane Menelausovou, má 2 děti, dceru Angelicu (* 1992) a syna Jamese (* 1995). Vystudoval univerzitu v Queenslandu, obor humanitní vědy.

## Kariéra
Po studiích se věnoval divadelnímu herectví, nejprve jen amatérsky, později i profesionálně. Své první angažmá získal u Queensland Theatre Company. V roce 1975 navštěvoval režisérský kurz při British Theatre Association v Londýně a poté 2 roky studoval v Paříži pantomimu a pohybové divadlo, vedené Jacquesem Lecoqem. Po návratu do Austrálie se opět věnoval divadelní práci. V roce 1979, společně se svým přítelem a spolubydlícím Melem Gibsonem, účinkoval v divadelním představení Čekání na Godota. Tehdy byli, prý tak chudí, že neměli ani na nábytek a museli spát na zemi.[zdroj?]
V 80. letech začal hrát i ve filmech. Jeho debutem byl film Hoodwink, režiséra C. Whathama. Dále se však věnoval divadlu, a to i jako režisér. Jako šéf Belvoir Street Theatre Company pomohl řadě talentovaných herců, první angažmá u něho dostala např. i Cate Blanchett. V roce 1996 natočil film Děti revoluce a krátce na to pak hrál ve filmu Záře, režiséra Scotta Hickse, v němž ztělesnil klavírního génia Davida Helfgotta. Za herecký výkon v tomto filmu získal celou paletu ocenění, především pak Oskara v kategorii nejlepší herec v hlavní roli.
V roce 1999 byl nominován na Oskara v kategorii nejlepší herec ve vedlejší roli, za postavu Philipa Henslowa ve filmu Zamilovaný Shakespeare, režiséra Johna Maddena. V roce 2001 další nominace na Oskara v kategorii nejlepší herec v hlavní roli, a to za postavu markýze de Sade ve filmu Quills - Perem markýze de sade, režie Philip Kaufman. Po roce 2003 se proslavil v sérii filmů Piráti z Karibiku (Piráti z Karibiku: Prokletí Černé perly, Piráti z Karibiku: Truhla mrtvého muže, Piráti z Karibiku: Na konci světa, Piráti z Karibiku: Na vlnách podivna a
Piráti z Karibiku: Salazarova pomsta), kde ztvárnil postavu kapitána Hectora Barbossy.
Roku 2022 obdržel Cenu za mimořádný umělecký přínos světové kinematografii na Mezinárodním filmovém festivalu v Karlových Varech.

## Filmografie
- 1980 Hoodwink, režie C. Whatham
- 1982 Starstruck, režie G. Armstrong
- 1996 Záře, režie S. Hicks
- 1996 Děti revoluce, režie P. Duncan
- 1997 Oscar a lucinda, režie G. Armstrong - pouze hlas vypravěče
- 1997 Ďáblova duše, režie P. Duncan
- 1998 Bídníci, režie B. August
- 1998 Královna Alžběta, režie S. Kapur
- 1998 Zamilovaný Shakespeare, režie J. Madden
- 1999 Mystery Men, režie K. Usher
- 1999 Dům hrůzy, režie W. Malone
- 2000 Quills - Perem markýze de Sade, režie P. Kaufman
- 2001 Agent z Panamy, režie J. Boorman
- 2001 Lantana, režie R. Laerence
- 2002 Rokerky, režie B. Dolman
- 2002 Frida, režie J. Taymor
- 2003 Piráti z Karibiku: Prokletí Černé perly, režie G. Verbinski
- 2003 Plavat proti proudu, režie R. Mulansky
- 2003 Nesnesitelná krutost, režie J. Coen
- 2003 Ned Kelly, režie G. Jordan
- 2004 Život a smrt Petera Sellerse, režie S. Hopkins
- 2005 Mnichov, režie S. Spielberg
- 2005 Candy, režie N. Armfield
- 2006 Piráti z Karibiku: Truhla mrtvého muže, režie G. Verbinski
- 2007 Královna Alžběta: Zlatý věk, režie S. Kapur
- 2007 Piráti z Karibiku: Na konci světa G. Verbinski
- 2010 Králova řeč, režie T. Hooper
- 2011 Piráti z Karibiku: Na vlnách podivna, režie Rob Marsahll
- 2013 Nejvyšší nabídka, režie Giuseppe Tornatore
- 2013 Zlodějka knih, režie Brian Percival
- 2017 Piráti z Karibiku: Salazarova pomsta  režie Joachim Rønning a Espen Sandberg